# 自動系統
自動系統集團有限公司，簡稱自動系統集團，以及自動系統（英語：AUTOMATED SYSTEMS HOLDINGS LIMITED，港交所：0771），在1973年創立一家資訊科技公司，現時由上海證券交易所上市的，北京華勝天成科技股份有限公司旗下公司。
業務應用系統開發、顧問服務、數碼影像服務、求助台服務、維修支援服務、多供應商支援服務、外判服務、地區支援、系統集成、系統遷移，以及培訓服務。主要地區為中國、香港、澳門、台灣，以及馬來西亞。董事長為胡聯奎，總裁為許永財。而股份在1997年11月5日於香港交易所主板上市。
2017年4月9日自動系統1.18億美元成功收購美國雲計算服務公司 GRID DYNAMICS

## 連結
- ASL.com.hk （页面存档备份，存于）